# Roberto da Cunha Baptista
Roberto da Cunha Baptista GOTE • ComC • GOA (Lisboa, 22 de Julho de 1874 ― Viseu, 17 de Setembro de 1932), foi um general e político português. 
Foi eleito Deputado nas eleições de 1909 pelo Partido Regenerador Liberal. Militar de carreira desde 1890, esteve em diversos teatros de operações, tendo participado na I Guerra Mundial com a patente de Coronel, tendo aí se distinguido por feitos em campanha. A 28 de Fevereiro de 1919 foi condecorado pelo Presidente Canto e Castro com o grau de Grande-Oficial da Ordem Militar da Torre e Espada, do Valor, Lealdade e Mérito, a mais alta ordem honorífica de Portugal. Em 1922 foi promovido a General.

## Biografia
Roberto da Cunha Baptista nasceu em Lisboa a 22 de Julho de 1874. 
Militar de carreira, iniciou a vida militar em 1890 na arma de Artilharia, seguindo-se em 1893 o curso de Estado-Maior. Em 1894 partiu para Moçambique onde prestou serviço na fronteira com o Transvaal durante a Guerra Anglo-Boer. De regresso à metrópole, em 1909, foi eleito Deputado pelo Partido Regenerador Liberal.
Depois da implantação da República foi chefe de gabinete do Ministro da Guerra, Coronel Pereira Bastos, entre 1913- e 1914. Foi depois nomeado adido militar em Madrid, numa época em que as relações luso-espanholas viviam um momento delicado de desconfiança mútua. Regressado a Portugal foi chefe do estado-maior da Divisão Auxiliar (1915), funções que exerceu também com a partida do Corpo Expedicionário Português para França (1917). Manteve as mesmas funções em Portugal no contexto de constituição das forças de combate à sublevação monárquica de 1919. Comandou a 3ª Divisão e passou pela Guarda Nacional Republicana em 1921. Em 1922 foi promovido a General, assumindo o comando da 1ª Divisão até 1924. Foi depois quartel-mestre general do Exército e em 1928 passou a comandar a Academia Militar, cargo que desempenhou até à sua morte, em 1932.
Morreu em Viseu a 17 de Setembro de 1932, aos 58 anos de idade.

## Condecorações
Foi agraciado com diversas condecorações nacionais e estrangeiras, entre as quais:
- Comendador da Ordem Militar de Avis (15 de Fevereiro de 1919)
- Grande-Oficial da Ordem Militar da Torre e Espada, do Valor, Lealdade e Mérito (28 de Fevereiro de 1919)
- Comendador da Ordem Militar de Cristo (28 de Junho de 1919)
- Grande-Oficial da Ordem Militar de Avis (5 de Outubro de 1921)